# Nanophyes
Nanophyes är ett släkte av skalbaggar som beskrevs av Carl Johan Schönherr 1838. Enligt Catalogue of Life ingår Nanophyes i familjen Nanophyidae, men enligt Dyntaxa är tillhörigheten istället familjen spetsvivlar.

## Dottertaxa tillNanophyes, i alfabetisk ordning[1][2]
- Nanophyes achillei
- Nanophyes aegyptiacus
- Nanophyes agrestis
- Nanophyes albicollis
- Nanophyes albomaculatus
- Nanophyes albovittatus
- Nanophyes alepensis
- Nanophyes alfieri
- Nanophyes algericus
- Nanophyes alienus
- Nanophyes alleni
- Nanophyes alluaudi
- Nanophyes amoebanus
- Nanophyes andrewesi
- Nanophyes angustatipennis
- Nanophyes annulatus
- Nanophyes anteapicalis
- Nanophyes aphyllae
- Nanophyes apicalis
- Nanophyes armatus
- Nanophyes atricolor
- Nanophyes atrirostris
- Nanophyes atritarsis
- Nanophyes atrocephalus
- Nanophyes atrolineatus
- Nanophyes atromaculatus
- Nanophyes auletoides
- Nanophyes auliensis
- Nanophyes aureolus
- Nanophyes bakeri
- Nanophyes balteatus
- Nanophyes basilineatus
- Nanophyes basipes
- Nanophyes belli
- Nanophyes bellus
- Nanophyes berytensis
- Nanophyes bevinsi
- Nanophyes bicoloripes
- Nanophyes bifasciatus
- Nanophyes bilineatus
- Nanophyes binhanus
- Nanophyes biskrensis
- Nanophyes bivittatus
- Nanophyes blandus
- Nanophyes bleusei
- Nanophyes bonvouloiri
- Nanophyes brevicollis
- Nanophyes brevis
- Nanophyes brunneirostris
- Nanophyes brunneonotatus
- Nanophyes brunneotrilineatus
- Nanophyes burgeoni
- Nanophyes buyssoni
- Nanophyes caesifrons
- Nanophyes calceatus
- Nanophyes canadensis
- Nanophyes castaneidorsis
- Nanophyes castaneus
- Nanophyes caucasicus
- Nanophyes centromaculatus
- Nanophyes chakouri
- Nanophyes chevrieri
- Nanophyes chibizo
- Nanophyes chillaloensis
- Nanophyes chinensis
- Nanophyes circassicus
- Nanophyes circumscriptus
- Nanophyes collaris
- Nanophyes concolor
- Nanophyes concretus
- Nanophyes connexus
- Nanophyes convexipennis
- Nanophyes coomani
- Nanophyes corvinus
- Nanophyes crassipes
- Nanophyes cuneatus
- Nanophyes dalmatinus
- Nanophyes damarensis
- Nanophyes deceptor
- Nanophyes detritus
- Nanophyes difficilis
- Nanophyes dipterocarpi
- Nanophyes discoidalis
- Nanophyes discoideus
- Nanophyes dispersenotatus
- Nanophyes diversenotatus
- Nanophyes donckieri
- Nanophyes doriae
- Nanophyes durieui
- Nanophyes ellipticus
- Nanophyes elongatipennis
- Nanophyes epilobii
- Nanophyes ericetorum
- Nanophyes errans
- Nanophyes espagnoli
- Nanophyes exiguus
- Nanophyes eximius
- Nanophyes fallax
- Nanophyes fasciolatus
- Nanophyes fausti
- Nanophyes ferrugatus
- Nanophyes finitus
- Nanophyes flavens
- Nanophyes flaveolus
- Nanophyes flavescens
- Nanophyes flavidus
- Nanophyes formosensis
- Nanophyes fossularum
- Nanophyes fulvipes
- Nanophyes fulvoapicalis
- Nanophyes fumatus
- Nanophyes fuscicollis
- Nanophyes fusculus
- Nanophyes gallicus
- Nanophyes geminatus
- Nanophyes gemmarius
- Nanophyes geniculatus
- Nanophyes gentilis
- Nanophyes gilleti
- Nanophyes globiformis
- Nanophyes globulus
- Nanophyes gracilis
- Nanophyes griseus
- Nanophyes gyratus
- Nanophyes helveticus
- Nanophyes hemisphaericus
- Nanophyes henoni
- Nanophyes hipponensis
- Nanophyes histrionis
- Nanophyes immaculatus
- Nanophyes immarginalis
- Nanophyes importunus
- Nanophyes imposticus
- Nanophyes impunctatus
- Nanophyes inaequalis
- Nanophyes inconspicuus
- Nanophyes indicus
- Nanophyes indignus
- Nanophyes ineluctabilis
- Nanophyes innotatithorax
- Nanophyes insularis
- Nanophyes integralis
- Nanophyes ituriensis
- Nanophyes japonicus
- Nanophyes jota
- Nanophyes junctus
- Nanophyes komaroffi
- Nanophyes languidus
- Nanophyes larnacanus
- Nanophyes latemaculatus
- Nanophyes latepallidus
- Nanophyes lateralis
- Nanophyes laterufus
- Nanophyes latifrons
- Nanophyes latus
- Nanophyes lebedewi
- Nanophyes lenkoranus
- Nanophyes leprieuri
- Nanophyes letourneuxi
- Nanophyes ligatus
- Nanophyes liliputanus
- Nanophyes limbaticollis
- Nanophyes lineatithorax
- Nanophyes lineellus
- Nanophyes longemaculatus
- Nanophyes longipes
- Nanophyes longipilis
- Nanophyes longirostris
- Nanophyes longulus
- Nanophyes lucasi
- Nanophyes lunulatus
- Nanophyes luteonotatus
- Nanophyes lythri
- Nanophyes maculaticeps
- Nanophyes maculatus
- Nanophyes maculipes
- Nanophyes maculithorax
- Nanophyes magnus
- Nanophyes margellanicus
- Nanophyes mariei
- Nanophyes maritimus
- Nanophyes marmoratus
- Nanophyes martialis
- Nanophyes martini
- Nanophyes maurus
- Nanophyes melanocephalus
- Nanophyes metallicus
- Nanophyes micaceus
- Nanophyes micros
- Nanophyes minutissimus
- Nanophyes miwai
- Nanophyes modicenotatus
- Nanophyes moldaviensis
- Nanophyes mongolicus
- Nanophyes montandoni
- Nanophyes montanus
- Nanophyes morulus
- Nanophyes muelleri
- Nanophyes multidentatus
- Nanophyes multilineatus
- Nanophyes multinotatus
- Nanophyes muticus
- Nanophyes nasalis
- Nanophyes nessaeae
- Nanophyes neuter
- Nanophyes nicaeensis
- Nanophyes nicodi
- Nanophyes niger
- Nanophyes nigerrimus
- Nanophyes nigriceps
- Nanophyes nigripennis
- Nanophyes nigritarsis
- Nanophyes nigritius
- Nanophyes nigritulus
- Nanophyes nigrobasalis
- Nanophyes nigromaculatus
- Nanophyes nigrovarius
- Nanophyes nitidulus
- Nanophyes nodieri
- Nanophyes notatipennis
- Nanophyes obliquatus
- Nanophyes obliteratus
- Nanophyes obscuriceps
- Nanophyes obscurior
- Nanophyes obscurithorax
- Nanophyes ochreatus
- Nanophyes olivieri
- Nanophyes ornatus
- Nanophyes palaestinus
- Nanophyes pallens
- Nanophyes palleolus
- Nanophyes pallidicornis
- Nanophyes pallidipes
- Nanophyes pallidulus
- Nanophyes pallidus
- Nanophyes pallipes
- Nanophyes palustris
- Nanophyes pardus
- Nanophyes pectoralis
- Nanophyes perelegans
- Nanophyes phungi
- Nanophyes picturatus
- Nanophyes pilipennis
- Nanophyes pilirostris
- Nanophyes planeti
- Nanophyes planifrons
- Nanophyes pleuralis
- Nanophyes plumbeus
- Nanophyes pluriguttatus
- Nanophyes plurinotatus
- Nanophyes poecilopterus
- Nanophyes posticus
- Nanophyes postsuturalis
- Nanophyes probus
- Nanophyes proles
- Nanophyes pruinosus
- Nanophyes pubescens
- Nanophyes pulicoides
- Nanophyes pumilus
- Nanophyes pusio
- Nanophyes quadripunctatus
- Nanophyes quadrivirgatus
- Nanophyes quadrivittatus
- Nanophyes quinquestigma
- Nanophyes raffrayi
- Nanophyes reductenotatus
- Nanophyes robustipes
- Nanophyes robustus
- Nanophyes rubens
- Nanophyes rubricus
- Nanophyes rufescens
- Nanophyes ruficlavis
- Nanophyes ruficollis
- Nanophyes rufipes
- Nanophyes rufirostris
- Nanophyes rufithorax
- Nanophyes rufoapicalis
- Nanophyes rufonotatus
- Nanophyes rufulus
- Nanophyes sahlbergi
- Nanophyes sanguineus
- Nanophyes sarothamni
- Nanophyes scapularis
- Nanophyes semicastaneus
- Nanophyes semiobliteratus
- Nanophyes separatus
- Nanophyes septemmaculatus
- Nanophyes setulosus
- Nanophyes sexlineatus
- Nanophyes sexpunctatus
- Nanophyes siculus
- Nanophyes signatus
- Nanophyes simoni
- Nanophyes sinensis
- Nanophyes singularirostris
- Nanophyes singularis
- Nanophyes smreczynskii
- Nanophyes sordidata
- Nanophyes sparnacensis
- Nanophyes spinicrus
- Nanophyes spissipes
- Nanophyes spretus
- Nanophyes stigmaticus
- Nanophyes stramineus
- Nanophyes subfasciatus
- Nanophyes sublimbatus
- Nanophyes subobliteratus
- Nanophyes subrufescens
- Nanophyes suturalis
- Nanophyes suzannae
- Nanophyes sylvanus
- Nanophyes syriacus
- Nanophyes tamarisci
- Nanophyes tananarivanus
- Nanophyes tarsalis
- Nanophyes telephii
- Nanophyes tepensis
- Nanophyes terminaliae
- Nanophyes tessellatus
- Nanophyes tesserula
- Nanophyes testaceicoxis
- Nanophyes testaceipes
- Nanophyes testaceus
- Nanophyes tetrastigma
- Nanophyes theresae
- Nanophyes tibestiensis
- Nanophyes tibialis
- Nanophyes tinctus
- Nanophyes tournieri
- Nanophyes transfuga
- Nanophyes transversus
- Nanophyes triguttata
- Nanophyes trilineatus
- Nanophyes trimaculatus
- Nanophyes trinotatus
- Nanophyes tristigma
- Nanophyes trochanteratus
- Nanophyes turkestanicus
- Nanophyes turneri
- Nanophyes ulmi
- Nanophyes unicolor
- Nanophyes unidentatus
- Nanophyes uninotatus
- Nanophyes unipunctatus
- Nanophyes usuironis
- Nanophyes vadoni
- Nanophyes wahlbergi
- Nanophyes validus
- Nanophyes varicolor
- Nanophyes variegatus
- Nanophyes vernetensis
- Nanophyes vesperus
- Nanophyes vicinus
- Nanophyes v-maculatus
- Nanophyes v-notatus
- Nanophyes yvonnae
- Nanophyes zanzibaricus
- Nanophyes zuercheri